# عبد الرحمن الجمل
عبد الرحمن يوسف أحمد الجمل سياسي فلسطيني وعضو المجلس التشريعي الفلسطيني الثاني عن محافظة دير البلح.

## حياته
ولد الجمل في مخيم النصيرات للاجئين قرب دير البلح في قطاع غزة.
عام 1987 حصل على درجة البكالوريوس. أكمل درجة الماجستير والدكتوراه في الجامعة الأردنية.